# Batalha de Hochkirch
A Batalha de Hochkirch ocorreu em 14 de outubro de 1758, durante a Terceira Guerra da Silésia (parte da Guerra dos Sete Anos). Depois de várias semanas de manobras para a posição, um exército austríaco de 80 000 comandados pelo tenente-marechal de campo Leopold Josef Graf Daun surpreendeu o exército prussiano de 30 000-36 000 comandado por Frederico, o Grande. O exército austríaco dominou os prussianos e forçou uma retirada geral. A batalha ocorreu dentro e ao redor da vila de Hochkirch, 9 quilômetros (6 milhas) a leste de Bautzen, na Saxônia.
Os historiadores geralmente consideram a batalha como um dos maiores erros de Frederico. Contrariando o conselho de seus subordinados, ele se recusou a acreditar que o tipicamente cauteloso comandante austríaco Leopold von Daun traria suas tropas para a batalha. A força austríaca emboscou seu exército em um ataque antes da madrugada. Mais de 30% do exército de Frederico foi derrotado; cinco generais foram mortos e ele perdeu seu parque de artilharia e uma grande quantidade de suprimentos. Embora Daun tivesse marcado uma surpresa completa, sua tentativa de perseguir os prussianos em retirada não foi bem-sucedida. A força de fuga se uniu a outro corpo nas proximidades e recuperou o ímpeto durante o inverno.